# Ruffin Peninsula
Die Ruffin Peninsula ist eine Halbinsel an der Westküste der Coromandel Peninsula, im Norden der Nordinsel von Neuseeland.

## Geographie
Die Ruffin Peninsula befindet sich rund 2 km westnordwestlich bis rund 2,9 km westsüdwestlich von Coromandel. Sie erstreckt sich zwischen  südlich der Long Bay und westlich der McGregor Bay über 2,9 km südsüdwestlich Richtung und nähert sich bis auf gut 100 m der Insel Whanganui Island. An ihrer schmalsten Stelle misst die Halbinsel rund 165 m und an ihrer breitesten Stelle im Süden rund 890 m jeweils in Ost-West-Richtung.
Die höchste Erhebung auf der Halbinsel befindet sich mit 87 m im nördlichen Drittel der schmalen Halbinsel. Nach Osten hin wird die Halbinsel von der McGregor Bay, der Myuna Bay und der Makariri Bay umschlossen. Nach Süden trennt die nicht mit Booten passierbare Little Passage die Halbinsel von Whanganui Island und nach Westen teilt die Halbinsel ihre Küste mit dem Hauraki Gulf. Westlich der Halbinsel angrenzend ist auch die kleine Insel Motukakarikitahi Island zu finden. Der Abstand zu ihr variiert zwischen rund 610 m und 740 m.
Die Halbinsel ist bebaut und bewohnt und zwischendurch mit Wald bewachsen. Eine Fläche von rund 650 m × 400 m an der Südspitze ist mit einer Graslandschaft versehen.